# Ottava Armata della Strada (Esercito Rivoluzionario Nazionale)
L'Ottava Armata della Strada (in cinese: 八路軍) conosciuta anche come 18º Gruppo d'armate, è stata una grande unità campale del Partito Comunista Cinese, nominalmente parte dell'Esercito rivoluzionario nazionale del Kuomintang durante la seconda guerra sino-giapponese.
L'armata fu creata il 22 settembre 1937 con elementi dell'Armata Rossa Cinese, quando i comunisti cinesi formarono il Secondo Fronte Unito insieme al Kuomintang per affrontare l'Impero giapponese. Insieme alla Nuova Quarta Armata, l'Ottava Armata costituì la principale forza comunista cinese durante il conflitto e si trovò sotto il comando di Mao Zedong e del generale Zhu De. Anche se ufficialmente designata come 18º Gruppo d'armate dai nazionalisti, l'armata era indicata dai comunisti cinesi e dai giapponesi come Ottava Armata della Strada. I suoi componenti indossavano uniformi dell'Esercito rivoluzionario nazionale e usavano la bandiera della Repubblica di Cina; a dispetto del nome, gran parte delle sue azioni furono di guerriglia. indirizzate sia contro le unità regolari dell'Esercito imperiale, sia contro i collaborazionisti cinesi. L'Ottava Armata fu il nucleo dell'Esercito Popolare di Liberazione, fondato nel 1947 e uscito vincitore dall'ultima fase dell'estenuante guerra civile cinese.
La grande unità era articolata su tre "divisioni": la 115ª comandata dal generale Lin Biao, la 120ª comandata dal generale He Long e la 129ª comandata dal generale Liu Bocheng. Durante gli anni di guerra questi reparti operarono per la maggior parte nella Cina settentrionale, dietro le linee giapponesi, per stabilire basi guerrigliere nelle aree rurali o più remote; furono affiancate da milizie locali organizzate dai contadini.
Il Partito Comunista Cinese istituì uffici di collegamento in città controllate dai nazionalisti a Chongqing, Guilin e Ürümqi.
I coreani che combatterono nell'armata confluirono poi nel Chosŏn inmin'gun Ryukkun.
Norman Bethune, un dottore e comunista canadese, combatté nell'Ottava Armata della Strada